# ヴラディーミル・ルジャク
ヴラディーミル・ルジャク（Vladimir Ruždjak, 1922年9月21日 - 1987年11月9日）は、クロアチア出身のバリトン歌手。

## 来歴
ザグレブの生まれ。1942年から1946年までザグレブ音楽院で学び、ミラン・レイザーに声楽、ミロ・チプラに作曲を師事。1946年にザグレブ国立歌劇場でジャコモ・プッチーニの《ジャンニ・スキッキ》に出演してデビューを飾る。1954年から1972年までハンブルク州立歌劇場の専属歌手として活動し、1960年にはハンス・ヴェルナー・ヘンツェの《公子ホムブルク》の初演にも参加した。1962年から1964年までメトロポリタン歌劇場、1966年にはコヴェントガーデン王立歌劇場にそれぞれ登場した。1970年からは母校のザグレブ音楽院で教鞭をとった。
ザグレブにて死去。